# Юлин, Магда
Магда Генриетта Мария Юлин (швед. Magda Henriette Maria Julin; 24 июля 1894 — 21 декабря 1990) — шведская фигуристка, выступавшая в одиночном катании. Олимпийская чемпионка (1920).
Родилась во французском курортном городе Виши. Девичья фамилия — Моруа (фр. Mauroy). Была дочерью Анн Мари Ру и физиотерапевта Эдуара Моруа. Когда Магде было семь лет, семья переехала в Швецию, поселившись в Юрсхольме.
В 1908 году начала заниматься фигурным катанием и присоединилась к конькобежному клубу Стокгольма. Трижды выигрывала чемпионат Швеции и два раза чемпионат Северных стран. Участвовала в чемпионате мира лишь один раз в карьере, в 1913 году, и заняла тогда шестое место.
Наибольшим успехом в её спортивной карьере стали Олимпийские игры 1920 года в Антверпене. Юлин одержала победу, находясь на четвёртом месяце беременности. В ходе спортивной карьеры её главной конкуренткой являлась Свеа Нурен.
Дважды была замужем. Оба супруга являлись морскими капитанами. Имела двух сыновей — Пер-Оке и Бо. Последние годы жизни провела в доме престарелых в Стокгольме.

## Результаты
| Соревнования       | 1911 | 1912 | 1913 | 1914 | 1915 | 1916 | 1917 | 1918 | 1919 | 1920 | 1921 |
| ------------------ | ---- | ---- | ---- | ---- | ---- | ---- | ---- | ---- | ---- | ---- | ---- |
| Олимпийские игры   |      |      |      |      |      |      |      |      |      | 1    |      |
| Чемпионат мира     |      |      | 6    |      |      |      |      |      |      |      |      |
| Северный чемпионат |      |      |      |      |      |      |      |      | 1    |      | 1    |
| Северные игры      |      |      |      |      |      |      | 1    |      |      |      |      |
| Чемпионат Швеции   | 1    | 2    | 2    |      | 2    | 1    | 2    | 1    |      |      |      |